# Блэр-Лабаунти, Келли
Келли Блэр-Лабаунти (англ. Kelly Blair-LaBounty; род. 24 ноября 1970, Проссер, Вашингтон) — американская легкоатлетка, специалистка по многоборьям. Выступала на профессиональном уровне в 1990-х годах, обладательница бронзовых медалей Игр доброй воли и Всемирной Универсиады, трёхкратная чемпионка США в семиборье, участница летних Олимпийских игр в Атланте.

## Биография
Келли Блэр родилась 24 ноября 1970 года в городе Проссер, штат Вашингтон.
Во время учёбы в Орегонском университете занималась сразу двумя видами спорта: баскетболом и лёгкой атлетикой. Успешно выступала на различных студенческих соревнованиях в составе университетской команды «Орегон Дакс», в частности в 1993 году одержала победу в семиборье на чемпионате Национальной ассоциации студенческого спорта (NCAA). Будучи студенткой, представляла Соединённые Штаты на домашней Всемирной Универсиаде в Буффало, где завоевала бронзовую медаль.
В 1995 году в семиборье выиграла бронзовую медаль на чемпионате США в Сакраменто, закрыла десятку сильнейших на чемпионате мира в Гётеборге.
В 1996 году на чемпионате США, прошедшем в рамках национального олимпийского отборочного турнира, превзошла всех соперниц в зачёте семиборья, в том числе опередила титулованную Джекки Джойнер-Керси, для которой это поражение стало первым за последние 12 лет на подобных соревнованиях. Благодаря этой победе Блэр-Лабаунти удостоилась права защищать честь страны на домашних летних Олимпийских играх в Атланте — в программе семиборья набрала 6307 очков, расположившись в итогом протоколе соревнований на восьмой строке.
В 1997 году защитила звание национальной чемпионки, заняла 10-е место на чемпионате мира в Афинах.
В 1998 году в третий раз подряд стала чемпионкой США в семиборье, выиграла бронзовую медаль на Играх доброй воли в Нью-Йорке.
В 2000 году была третьей на чемпионате США в Сакраменто, прошла отбор на Олимпийские игры в Сиднее, но не смогла выступить на Играх из-за травмы и на этом завершила спортивную карьеру.
Замужем за футболистом Мэттом Лабаунти, родила двоих сыновей Джейкоба и Лукаса. Проживала с семьёй в Юджине, штат Орегон, в 2006—2008 годах работала помощницей тренера легкоатлетической команды Орегонского университета.
За выдающиеся спортивные достижения введена в Зал славы лёгкой атлетики Орегонского университета (2004), Орегонский зал славы спорта (2011).